# Leucotriene-E4 20-monoossigenasi
La leucotriene-E4 20-monoossigenasi è un enzima appartenente alla classe delle ossidoreduttasi, che catalizza la seguente reazione:
(7E,9E,11Z,14Z)-(5S,6R)-6-(cistein-S-il)-5-idrossiicosa-7,9,11,14-tetraenoato + NADPH + H+ + O2 ⇄ 20-idrossileucotriene E4 + NADP+ + H2O
L'enzima agisce anche sul N-acetil-leucotriene E4, ma più lentamente. Non è uguale alla leucotriene-B4 20-monoossigenasi (numero EC 1.14.13.30). 